# Християнсько-демократична народна партія (Швейцарія)
Християнсько-демократична народна партія Швейцарії (також Християнсько-демократична партія нім. Christlich Demokratische Volkspartei (CVP), фр. Parti Démocrate-Chrétien Suisse (PDC), італ. Partito Popolare Democratico Svizzero (PPD), ромш. Partida Cristiandemocratica Svizra (PCD)) — центристська, християнсько-демократична політична партія Швейцарії і найменшою з чотирьох учасників правлячої коаліції. Вона є асоційованим членом Європейської народної партії.

## Зовнішні посилання
- Офіційний сайт партії [Архівовано 2 лютого 2019 у Wayback Machine.]

1. ↑  https://www.recherche.bar.admin.ch/recherche/#/archiv/einheit/4210